# CCM (Canada)

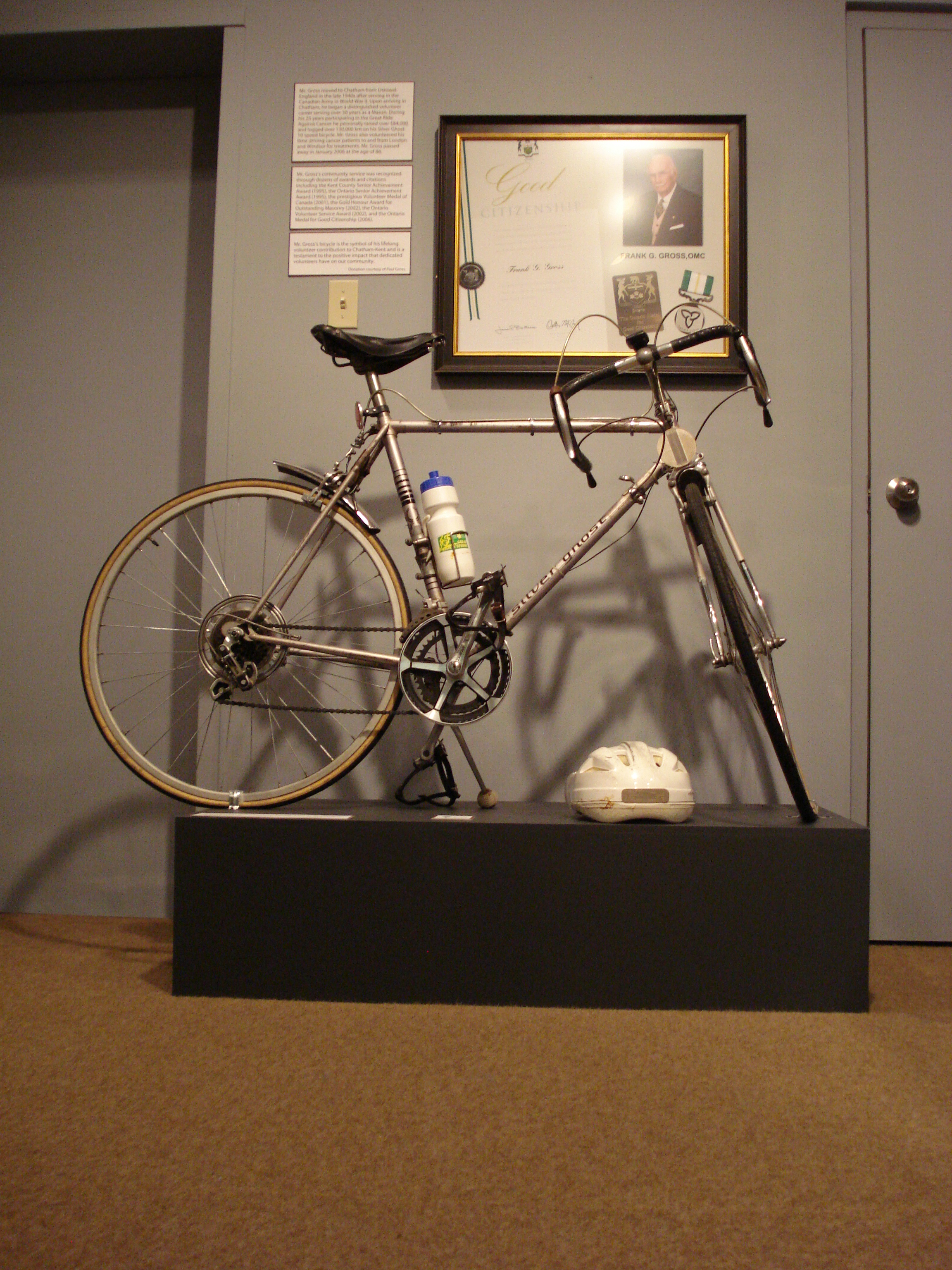
CCM-fiets in een museum

CCM is een historisch merk van motorfietsen.
CCM staat voor: Canadian Cycle and Motor Company. 
Dit was een Canadees merk dat waarschijnlijk van 1908 tot 1912 motorfietsen produceerde. 
Men gebruikte daarvoor een normaal fietsframe met een aangepaste “Hygenic Cushion Shock” voorvork dat werd voorzien van een 230cc-Motosacoche-blokje.